# Terroba
Terroba è un comune spagnolo di 31 abitanti situato nella comunità autonoma di La Rioja.